# Kotoučovití

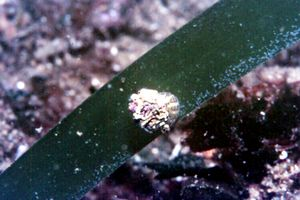
Gibbula ardens

Kotoučovití (Trochidae) je čeleď mořských měkkýšů, plžů. Jsou v ní zástupci velmi malých i poměrně velkých druhů. Ulita má kotoučovitý tvar. Plži této čeledi se živí hlavně řasami.
Tato čeleď má celosvětové zastoupení v tropických, mírných a arktických vodách.

## Rody
- Agathodonta Cossmann, 1918
- Antisolarium Finlay, 1927
- Anxietas Iredale, 1917
- Astele Swainson, 1855
- Bankivia Beck In Krauss
- Bathybembix Crosse, 1893
- Botelloides Strand, 1928
- Calliostoma Swainson, 1840
- Calliotropis Seguenza, 1903
- Callumbonella Thiele, 1924
- Canculus Montfort, 1810
- Cantharidella (A. Adams, 1851)
- Cantharidus Montfort, 1810
- Charisma Hedley, 1915
- Chrysostoma Swainson, 1840
- Cidarina Dall, 1909
- Cittarium Philippi, 1847
- Clanculus Mountfort, 1810
- Clelandella Winkworth, 1932
- Danilia Brusina, 1865
- Dentistyla Dall, 1889
- Diloma Philippi, 1845
- Echinogurges Quinn, 1979
- Ethminolia Iredale, 1924
- Euchelus Philippi, 1847
- Falsimargarita Powell, 1951
- Fautor Iredale, 1924
- Fossarina A. Adams and Angas, 1864
- Gaza Watson, 1879
- Gibbula
- Granata Cotton, 1957
- Halistylus Dall, 1890
- Herpetopoma
- Hybochelus Pilsbry, 1899
- Ilanga Herbert, 1987
- Isanda H. and A. Adams, 1854
- Jujubinus Monterosato, 1884
- Lamellitrochus Quinn, 1991
- Lirularia Dall, 1909
- Lischkeia Fischer, 1879
- Margarella Thiele, 1893
- Margarites J. E. Gray, 1847
- Micrelenchus Finlay, 1927
- Microgaza Dall, 1881
- Minolia A. Adams, 1860
- Mirachelus Woodring, 1928
- Monilea Swainson, 1840
- Monodonta Lamarck, 1799
- Nanula Thiele, 1924
- Norrisia Bayle, 1880
- Oligomeria Galkin and Golikov, 1985
- Olivia Cantraine, 1835
- Otukaia Ikebe, 1942
- Phorcus
- Phorculus Cossmann, 1888
- Photinastoma Powell, 1951
- Photinula H. and A. Adams In Adams, 1853
- Planitrochus Perner, 1903
- Pseudominolia Herbe, 1992
- Pseudostomatella Thiele, 1924
- Pseudotalopia Habe, 1961
- Putzeysia Sulliotti, 1889
- Rossiteria Brazier, 1895
- Solariella S. V. Wood, 1842
- Spectamen Iredale, 1924
- Synaptocochlea Pilsbry, 1890
- Talopena Iredale, 1918
- Tectus Montfort, 1810
- Tegula Lesson, 1835
- Thalotia Gray, 1840
- Thaltia
- Thoristella Iredale, 1915
- Tibatrochus Nonura, 1940
- Trochinella Iredale, 1937
- Trochus Linnaeus, 1758
- Tropidomarga Powell, 1951
- Turcica A. Adams, 1854
- Turcicula Dall, 1881
- Umbonium Link, 1807
- Venustatrochus Powell, 1951